# Lantrativka, Troițke
Lantrativka (în ucraineană Лантратівка) este localitatea de reședință a comunei Lantrativka din raionul Troițke, regiunea Luhansk, Ucraina.

## Demografie
Componența lingvistică a localității Lantrativka
     Ucraineană (92,67%)
     Rusă (7,18%)
     Alte limbi (0,08%)
Conform recensământului din 2001, majoritatea populației localității Lantrativka era vorbitoare de ucraineană (92,67%), existând în minoritate și vorbitori de rusă (7,18%).